# 레일웨이 가제트 인터내셔널
레일웨이 가제트 인터내셔널(Railway Gazette International)는 영국 내의 철도 업계 잡지이다. 세계 철도에 관한 다양한 소식과 기사를 게재하고 있다. 취급 범위는 고속철도와 일반 철도에서 도시 철도, 트램, 경전철까지 매우 폭넓다. 또한 카테고리도 철도 기술 (차량, 인프라, 보안 시설, 정보 기술 등)에서 마케팅에 이르기까지 철도와 관련된 광범위한 주제를 게재하고 있다. 전 세계 철도 산업의 동향을 알 수 있다.

## 개요
영국의 DVV Media UK 사(독일 철도 산업 잡지 출판사 Deutsche Verkehrs Verlag사 영국 법인)가 발행하는 월간지로 세계 140여 개국에서 읽히고 있다.
본문은 영어로 쓰여져 있지만, 일부의 특집 기사는 프랑스어 · 독일어 · 스페인어 요약 기사를 붙일 수 있다. 최근에는 이와 별도로 중국 시장을 대상으로 한 ‘중국판’도 발행되고 있다.
이노 트랜스를 비롯한 철도 관련 박람회와 철도 관련 국제회의에 협찬도 많다.
1835년에 The Railway Magazine의 이름으로 창간되었다. 이것은 영국에서 세계 최초의 철도가 개통 지 불과 10년 후의 일이다. 1905년에 Railway Gazette로 이름을 바꿨으며, 1970년에 Railway Gazette International에 개명하여 현재에 이르고 있다. 창간 170년 이상의 역사를 가진 유서 깊은 철도 잡지이다.
국내에서도 철도 사업자 및 기업, 대학 등의 연구 기관이 구독하는 경우가 있으며, 개인 가입자도 있다.